# Mazières-de-Touraine
Mazières-de-Touraine és un municipi francès, situat al departament de l'Indre i Loira i a la regió de Centre – Vall del Loira. L'any 2007 tenia 1.118 habitants.

## Demografia

### Població
El 2007 la població de fet de Mazières-de-Touraine era de 1.118 persones. Hi havia 403 famílies, de les quals 72 eren unipersonals (32 homes vivint sols i 40 dones vivint soles), 125 parelles sense fills, 190 parelles amb fills i 16 famílies monoparentals amb fills.
La població ha evolucionat segons el següent gràfic:
Habitants censats

### Habitatges
El 2007 hi havia 478 habitatges, 409 eren l'habitatge principal de la família, 57 eren segones residències i 12 estaven desocupats. 468 eren cases i 8 eren apartaments. Dels 409 habitatges principals, 311 estaven ocupats pels seus propietaris, 89 estaven llogats i ocupats pels llogaters i 9 estaven cedits a títol gratuït; 2 tenien una cambra, 29 en tenien dues, 66 en tenien tres, 147 en tenien quatre i 164 en tenien cinc o més. 331 habitatges disposaven pel capbaix d'una plaça de pàrquing. A 154 habitatges hi havia un automòbil i a 236 n'hi havia dos o més.

### Piràmide de població
La piràmide de població per edats i sexe el 2009 era:
| Homes | Edats   | Dones |
| ----- | ------- | ----- |
| 0     | 95 o +  | 0     |
| 0     | 90 a 94 | 0     |
| 0     | 85 a 89 | 0     |
| 12    | 80 a 84 | 0     |
| 4     | 75 a 79 | 16    |
| 20    | 70 a 74 | 20    |
| 20    | 65 a 69 | 20    |
| 28    | 60 a 64 | 16    |
| 40    | 55 a 59 | 32    |
| 32    | 50 a 54 | 28    |
| 64    | 45 a 49 | 32    |
| 40    | 40 a 44 | 60    |
| 32    | 35 a 39 | 44    |
| 28    | 30 a 34 | 36    |
| 36    | 25 a 29 | 24    |
| 28    | 20 a 24 | 20    |
| 36    | 15 a 19 | 20    |
| 40    | 10 a 14 | 32    |
| 48    | 5 a 9   | 32    |
| 8     | 0 a 4   | 32    |

## Economia
El 2007 la població en edat de treballar era de 735 persones, 558 eren actives i 177 eren inactives. De les 558 persones actives 512 estaven ocupades (272 homes i 240 dones) i 45 estaven aturades (21 homes i 24 dones). De les 177 persones inactives 52 estaven jubilades, 75 estaven estudiant i 50 estaven classificades com a «altres inactius».

### Ingressos
El 2009 a Mazières-de-Touraine hi havia 451 unitats fiscals que integraven 1.241,5 persones, la mediana anual d'ingressos fiscals per persona era de 17.747 €.

### Activitats econòmiques
Dels 37 establiments que hi havia el 2007, 2 eren d'empreses alimentàries, 3 d'empreses de fabricació d'altres productes industrials, 7 d'empreses de construcció, 9 d'empreses de comerç i reparació d'automòbils, 4 d'empreses de transport, 1 d'una empresa d'hostatgeria i restauració, 1 d'una empresa d'informació i comunicació, 5 d'empreses de serveis, 2 d'entitats de l'administració pública i 3 d'empreses classificades com a «altres activitats de serveis».
Dels 9 establiments de servei als particulars que hi havia el 2009, 1 era una oficina de correu, 2 tallers de reparació d'automòbils i de material agrícola, 3 paletes, 1 guixaire pintor, 1 fusteria i 1 perruqueria.
Dels 3 establiments comercials que hi havia el 2009, 1 era una botiga de menys de 120 m², 1 una fleca i 1 una botiga de material de revestiment de parets i terra.
L'any 2000 a Mazières-de-Touraine hi havia 18 explotacions agrícoles que ocupaven un total de 1.072 hectàrees.

## Equipaments sanitaris i escolars
El 2009 hi havia una escola elemental.

## Poblacions més properes
El següent diagrama mostra les poblacions més properes.